# Erick Rowan
Joseph Rudd, meglio conosciuto con il ring name Erick Rowan (Minneapolis, 28 novembre 1981), è un wrestler statunitense sotto contratto con la WWE.
Rudd è noto per i suoi trascorsi nella WWE tra il 2012 e il 2020, dov'è stato uno dei membri della Wyatt Family e dove ha vinto due volte lo SmackDown Tag Team Championship (una volta con Daniel Bryan e una con Harper) e una volta l'NXT Tag Team Championship (con Luke Harper). Dopo aver lasciato la WWE, ha lottato nel circuito indipendente come Erick Redbeard.

## Carriera

### Gli inizi (2003–2011)
Rudd debutta in Giappone il 10 luglio 2007 nella Pro Wrestling Noah in un tag team match insieme a Rocky Romero perdendo contro Akitoshi Saito e Kentaro Shiga. Ottiene la sua prima vittoria in un 6-man tag team match il 15 luglio insieme ad Akihito Ito e Davey Richards battendo Ippei Ota, Masao Inoue e Tsutomu Hirayanagi. Il 23 aprile, sigla anche il suo primo successo da singolo battendo Tsutomu Hirayanagi.

### Florida Championship Wrestling (2011–2012)
Rudd firma un contratto di sviluppo con la WWE e viene mandato in NXT per allenarsi. Fa il suo debutto in un tag team match nei tapings del 14 aprile insieme a Buck Dixon sconfiggendo DT Porter & DeSean Bishop. Forma un Tag Team con James Bronson e lottano vari match. L'11 agosto sconfiggono i campioni di coppia FCW, ovvero CJ Parker & Donny Marlow. Tuttavia, non ricevono alcun match per le cinture e la coppia si sfalda. Lotterà ancora in FCW e nell'ultimo match, il 19 luglio, perde in coppia con Colin Cassady, contro Mike Dalton e Jason Jordan.

### WWE (2012–2020)

#### The Wyatt Family (2012–2014)
Dall'agosto 2012 la FCW chiude e i talenti vengono tutti spostati ad NXT. Rowan debutta in WWE il 12 dicembre, presentandosi come un membro della Wyatt Family e sconfiggendo Oliver Grey. Il 9 gennaio fa coppia con il compagno Luke Harper, sconfiggendo Percy Watson e Yoshi Tatsu. Battendo Watson e Tatsu, e Bo Dallas e Michael McGillicutty, avanzano in finale nel torneo per decretare i primi NXT Tag Team Champions. Qui, tuttavia, perdono contro Oliver Grey e Adrian Neville, non riuscendo a diventare i primi campioni di coppia. Il 2 maggio Harper e Rowan sconfiggono Neville e il sostituto di Grey, Bo Dallas, conquistando gli NXT Tag Team Championship. Perdono le cinture contro Adrian Neville e Corey Graves.
Nella puntata di Raw del 27 maggio, una vignetta dedicata alla "Wyatt Family" viene mandata in onda, concludendosi con la frase "We're here" di Bray Wyatt. La vignetta è risultata a portare Wyatt come numero 1 trending worldwide su Twitter. Da allora, una nuova vignetta è stata mandata in onda ogni lunedì sera e ha dimostrato ogni settimana, che porta alla formazione di debutto della Wyatt Family. L'8 luglio 2013 a Raw, la Wyatt Family debutta con un attacco ai danni di Kane. Debuttano nel ring nella puntata di SmackDown del 26 luglio, quando Harper e Rowan sconfiggono i Tons of Funk. A Survivor Series Rowan e Harper vengono battuti dal team The Beard and The Best. A TLC Bray Wyatt, Erick Rowan e Luke Harper sconfiggono Daniel Bryan in un 3-on-1 Handicap Match.
Alla Royal Rumble entra col numero 25 ma viene eliminato da Batista. Nella puntata di Raw post Royal Rumble la famiglia Wyatt interviene attaccando John Cena, Sheamus e Daniel Bryan quando questi ultimi stavano lottando contro lo The Shield scaturendo un feud con questi ultimi. A Elimination Chamber la Wyatt Family sconfigge lo Shield. Nella puntata di Raw del 21 aprile Rowan, Wyatt e Harper sconfiggono John Cena in un Handicap match. Nella puntata di SmackDown del 25 aprile Erick Rowan e Luke Harper sconfiggono il team formato da Goldust e Cody Rhodes. Il 29 giugno a Money in the Bank, Harper e Rowan sfidano senza successo gli Usos per i WWE Tag Team Championship. La notte successiva a Raw Harper e Rowan sconfiggono in un non-title match gli Usos guadagnandosi il diritto di sfidarli a Battleground. Al PPV Battleground, i due della Wyatt Family vengono sconfitti dagli Usos in un 2 out of 3 falls match sul punteggio di 2 a 1 non riuscendo a conquistare i titoli di coppia.

#### Competizione singola (2014–2015)
Nella puntata di Raw del 29 settembre viene "liberato" da Bray Wyatt e inizia a combattere singolarmente. Dopo vari segmenti di cui 
è protagonista, nella puntata di Raw del 17 novembre effettua un turn face entrando nel Team Cena che affronterà il Team Authority, incluso il suo ex tag team partner Luke Harper, alle Survivor Series.
All'evento il Team Cena sconfigge il Team Authority. Successivamente inizia un feud con Big Show a seguito del suo tradimento alle Survivor Series e quindi, al successivo pay-per-view TLC: Tables, Ladders & Chairs, lo affronta in uno Steel Stairs match venendo tuttavia sconfitto.
Nella puntata di Raw del 5 gennaio 2015 viene licenziato dall'Authority assieme a Ryback e Dolph Ziggler, dopo aver perso un match contro l'ex compagno della Wyatt Family Luke Harper, come punizione per aver aderito al Team Cena. Il 19 gennaio Cena riesce a far riassumere i tre ma nella puntata di SmackDown del 22 gennaio Rowan viene sconfitto da Harper, perdendo la possibilità di partecipare al Royal Rumble match. Nonostante non fosse qualificato per il Royal Rumble entra al posto di Curtis Axel buttandolo addosso alla barriera che separa l'area di combattimento e il pubblico ed entra puntando Bray Wyatt, ma poco dopo viene buttato fuori dallo stesso Wyatt insieme a Luke Harper. Il 29 gennaio, a Main Event, sconfigge Curtis Axel. Una settimana dopo, a SmackDown, perde contro Rusev. Continua il suo feud con l'Authority, intervenendo per aiutare Ryback e Dolph Ziggler dagli attacchi dell'Authority. Nella puntata del 16 febbraio di Raw interviene insieme a Ryback per aiutare Dolph Ziggler dall'attacco di Seth Rollins e la J&J Security. La stessa settimana, a SmackDown, perde contro Big Show.
A Fastlane, il 22 febbraio, perde il Six-Man Tag Team match che lo vedeva contrapposto, assieme a Ryback e Ziggler, a Kane, Rollins e Big Show.

#### Reunion della Wyatt Family (2015–2016)
Nella puntata di SmackDown dell'8 maggio interviene alla fine del match tra Luke Harper e Fandango, attaccando quest'ultimo effettuando un turn heel e riaprendo una possibile nuova collaborazione con Harper. Nella puntata di Raw successiva Rowan fa la sua comparsa insieme ad Harper e sconfigge in pochi secondi Fandango. Nel mese di giugno la Pecora Bianca è costretto a uno stop causato da uno strappo ad un bicipite. Fa il suo ritorno nella puntata di Raw del 19 ottobre, dove si riunisce alla Wyatt Family.
Successivamente i membri della Wyatt Family hanno iniziato una faida con i Brothers of the Destruction (The Undertaker e Kane), ma Wyatt e Harper sono stati sconfitti alle Survivor Series. In seguito hanno cominciato una faida con i Dudley Boyz (Bubba Ray Dudley e D-Von Dudley), i quali si sono alleati con Tommy Dreamer e Rhyno, che hanno sconfitto a TLC: Tables, Ladders and Chairs Eight-man tag team elimination tables match e la sera dopo a Raw in un Extreme Rules match.

Rowan partecipa poi al consueto Royal Rumble Match all'omonimo pay-per-view del 24 gennaio 2016, entrando col numero 21 ma è stato eliminato da Brock Lesnar; Rowan, Harper e Braun Strowman (anche questi due eliminati da Lesnar), però, costano il match a Brock, salendo sul ring ed eliminandolo. Dopo le che la Wyatt Family aveva iniziato a rivaleggiare con Ryback e Big Show, questi due hanno affrontato, insieme a Kane, Harper, Rowan e Strowman a Fastlane del 21 febbraio riuscendo a sconfiggerli. Il 3 aprile a WrestleMania 32 Rowan è stato sconfitto da The Rock in sei secondi a seguito di una Rock Bottom.
Con la Draft Lottery avvenuta nella puntata di SmackDown del 19 luglio, Rowan è stato trasferito nel roster di SmackDown. Nonostante lo scioglimento della Wyatt Family, Rowan è rimasto ugualmente affiliato a Bray Wyatt mentre Braun Strowman, l'altro membro rimasto, è stato trasferito a Raw. La sua ultima apparizione come membro della Wyatt Family è stata il 24 luglio a Battleground, quando lui, Bray Wyatt e Braun Strowman hanno sconfitto i WWE Tag Team Champions del New Day (Big E, Kofi Kingston e Xavier Woods) in un match non titolato.

#### Varie faide (2016–2017)
Nella puntata di SmackDown del 26 luglio Rowan ha partecipato ad una Battle Royal per determinare uno dei sei sfidanti del Six-Pack Challenge Elimination match per determinare il contendente nº1 al WWE World Championship di Dean Ambrose ma è stato eliminato. Nella puntata di SmackDown del 9 agosto Rowan e Bray Wyatt sono stati sconfitti da Dean Ambrose e Dolph Ziggler. La settimana successiva, il 16 agosto a SmackDown, Rowan è stato sconfitto da Dean Ambrose. Nella puntata di Main Event del 25 agosto Rowan ha sconfitto Rhyno. Nella puntata di SmackDown del 20 settembre Rowan è stato sconfitto da Randy Orton. Successivamente Rowan ha subito un infortunio alla spalla che lo ha tenuto fuori dalle scene per sei mesi. Rowan è ritornato a sorpresa nella puntata di SmackDown del 4 aprile dove lui e Bray Wyatt sono stati sconfitti dal WWE Champion Randy Orton e Luke Harper. Nella puntata di SmackDown dell'11 aprile Rowan è stato sconfitto dal WWE Champion Randy Orton per squalifica in un match non titolato. Nella puntata di SmackDown del 18 aprile Rowan ha preso parte ad un Six-Pack Challenge match che includeva anche Dolph Ziggler, Jinder Mahal, Mojo Rawley, Luke Harper e Sami Zayn per determinare il contendente nº1 al WWE Championship di Randy Orton ma il match è stato vinto da Mahal. Nella puntata di SmackDown del 25 aprile Rowan è stato sconfitto da Randy Orton in un No Disqualification match non titolato. Nella puntata di SmackDown del 9 maggio Rowan ha sconfitto Luke Harper. La stessa sera Rowan ha partecipato a Talking Smack, sfidando proprio harper in un match a backlash. Il 21 maggio, a Backlash, Rowan è stato sconfitto da Luke Harper. Nella puntata di SmackDown del 4 luglio Rowan ha partecipato all'Indipendence Day Battle Royal per determinare il contendente nº1 allo United States Championship di Kevin Owens ma è stato eliminato dagli Hype Bros (Mojo Rawley e Zack Ryder). In questo lasso di tempo Rowan ha anche caricato una manciata di video inquietanti su twitter e sul suo canale youtube, ma niente di ciò ha portato a un'evoluzione del personaggio o a una storyline

#### The Bludgeon Brothers (2017–2018)
Dalla puntata di SmackDown del 10 ottobre vennero mandate in onda delle vignette di Rowan insieme a Harper dove i due annunciarono la creazione di un nuovo tag team: i Bludgeon Brothers. I due debuttarono nella puntata di SmackDown del 21 novembre dove sconfissero gli Hype Bros. Il 17 dicembre, a Clash of Champions, i Bludgeon Brothers sconfissero facilmente i Breezango. L'11 marzo, a Fastlane, i Bludgeon Brothers intervennero l'incontro tra gli Usos e il New Day (Kofi Kingston e Xavier Woods) valevole per lo SmackDown Tag Team Championship (detenuto dagli Usos) attaccando entrambi i team e facendo terminare la contesa in un no-contest. L'8 aprile, a WrestleMania 34, i Bludgeon Brothers vinsero lo SmackDown Tag Team Championship sconfiggendo i campioni, gli Usos, il New Day (Big E e Kofi Kingston) in un Triple Threat Tag Team match. Il 27 aprile, alla Greatest Royal Rumble, i Bludgeon Brothers difesero i titoli contro gli Usos. Il 17 giugno, nel Kick-off di Money in the Bank, i Bludgeon Brothers mantennero i titoli contro Luke Gallows e Karl Anderson. Nella puntata di SmackDown del 19 giugno i Bludgeon Brothers conservarono nuovamente i titoli contro Gallows e Anderson. Il 15 luglio, a Extreme Rules, i Bludgeon Brothers mantennero i titoli contro il Team Hell No. Il 19 agosto, a SummerSlam, i Bludgeon Brothers affrontarono il New Day (Big E e Xavier Woods) per difendere i titoli ma vennero sconfitti per squalifica (e senza dunque il cambio di titolo). Nella puntata di SmackDown del 21 agosto i Bludgeon Brothers persero le cinture contro il New Day (Kofi Kingston e Xavier Woods) in un No Disqualification match dopo 135 giorni di regno.

#### Alleanza con Daniel Bryan (2019)
Rowan tornò a sorpresa il 27 gennaio 2019 alla Royal Rumble, durante il match tra il WWE Champion Daniel Bryan e AJ Styles, intervenendo a favore di Bryan e formando un'alleanza con lui. Nella puntata di SmackDown del 7 maggio Rowan e Daniel Bryan hanno sconfitto gli Usos (appartenenti al roster di Raw), conquistando così il vacante SmackDown Tag Team Championship. Il 19 maggio, nel Kick-off di Money in the Bank, Rowan e Bryan vennero sconfitti dagli Usos in un match non titolato. Il 23 giugno, a Stomping Grounds, Rowan e Bryan difesero i titoli contro gli Heavy Machinery. Il 14 luglio, a Extreme Rules, Rowan e Bryan persero i titoli contro il New Day (Big E e Xavier Woods) in un Triple Threat Tag Team match che includeva anche gli Heavy Machinery dopo 68 giorni di regno. Nella puntata di SmackDown del 3 settembre Rowan ripristinò il suo vecchio ring name Erick Rowan, rivelandosi poi essere il misterioso assalitore di Roman Reigns nel backstage il 30 luglio, interrompendo poi la sua alleanza con Daniel Bryan. Il 15 settembre, a Clash of Champions, Rowan sconfisse Reigns in un No Disqualification match grazie all'aiuto del rientrante Luke Harper. Il 6 ottobre, a Hell in a Cell, Rowan e Harper vennero sconfitti da Daniel Bryan e Roman Reigns in un Tornado Tag Team match.

#### Ritorno alla competizione singola (2019–2020)
Nella puntata di Raw del 14 ottobre, per effetto del Draft, passò in tale roster. Il 31 ottobre, a Crown Jewel, partecipò ad una Battle Royal per determinare lo sfidante di AJ Styles per lo United States Championship più avanti nella serata ma venne eliminato per ultimo da Humberto Carrillo. Dalla puntata di Raw dell'11 novembre iniziò a portare con sé una piccola e misteriosa gabbia coperta da un telo, e sconfisse senza problemi una serie di jobber, No Way Jose e Matt Hardy nelle settimane a seguire. Il 26 gennaio, alla Royal Rumble, partecipò al match omonimo entrando col numero 3 ma venne eliminato dopo pochissimi secondi dal WWE Champion Brock Lesnar. Dopo una piccola faida persa contro Aleister Black, il 27 febbraio, a Super ShowDown, partecipò ad un Gauntlet match per il Tuwaiq Trophy ma venne eliminato per quarto (mentre stava affrontando R-Truth) per squalifica dopo aver colpito il suo avversario coi gradoni d'acciaio. Nella puntata di Raw del 2 marzo rivelò a No Way Jose la creatura misteriosa nella gabbia: un enorme e peloso ragno gigante. La settimana dopo, a Raw, venne sconfitto da Drew McIntyre, il quale distrusse anche la sua gabbia con l'ausilio dei gradoni d'acciaio.
Il 15 aprile venne licenziato ufficialmente dalla WWE.

### Circuito indipendente (2020)
Dopo esser stato rilasciato dalla WWE, Ruud ha iniziato a lottare nel circuito indipendente come Erick Redbeard. Il 31 ottobre 2020 Redbeard ha partecipato al torneo per l'UWN World Championship della United Wrestling Network affrontando Fred Rosser perdendo per squalifica.

### All Elite Wrestling (2020, 2022)
Il 30 dicembre 2020 apparve a sorpresa in un 6-man tag team match, aiutando il Dark Order a battere l'Inner Circle per la celebrazione del suo ex collega in WWE Luke Harper (Brodie Lee in AEW), scomparso pochi giorni prima.
Rudd tornò nella AEW nella puntata di AEW Rampage del 4 marzo 2022 come Erick Redbeard alleandosi con PAC e Penta Oscuro.

### Ritorno in WWE (2024–presente)
Il 25 agosto 2023, Ruud (come Erick Rowan) fece una breve apparizione nella parte iniziale di SmackDown, che era un segmento dedicato alla memoria del recentemente scomparso Bray Wyatt, morto a causa di un infarto il giorno prima. Nel maggio 2024 venne diffusa la notizia che egli aveva firmato un contratto con la WWE e che sarebbe presto tornato nella compagnia.

#### The Wyatt Sicks
Il 17 giugno a Raw, tornò ufficialmente come membro della nuova stable guidata da Uncle Howdy, chiamata The Wyatt Sicks. Indossava una inquietante maschera da coniglio, che ricordava il pupazzo Ramblin' Rabbit della Firefly Funhouse di Bray Wyatt, ed impugnando un martello simile a quello utilizzato nei Bludgeon Brothers, con sopra scritta la parola "Help" ("aiuto").

## Personaggio

### Mosse finali
- Backbreaker rack – 2014
- Full nelson slam – 2014–2017
- Greetings From the North (Chokeslam) – 2011–2012
- Iron Claw (Iron claw slam) – 2019–2020
- Running splash, a volte dalla terza corda – 2013–2014
- Spinning powerslam – 2017–2019
- Waist-lift sitout side slam – 2014

### Soprannomi
- "Big Red"
- "The New Face of Vengeance"
- "The White Sheep"

## Titoli e riconoscimenti
- Doublewide Wrestling
  - Doublewide Bar Championship (1)
- French Lake Wrestling Association
  - FLWA Heavyweight Championship (1)
- Insane Wrestling Revolution

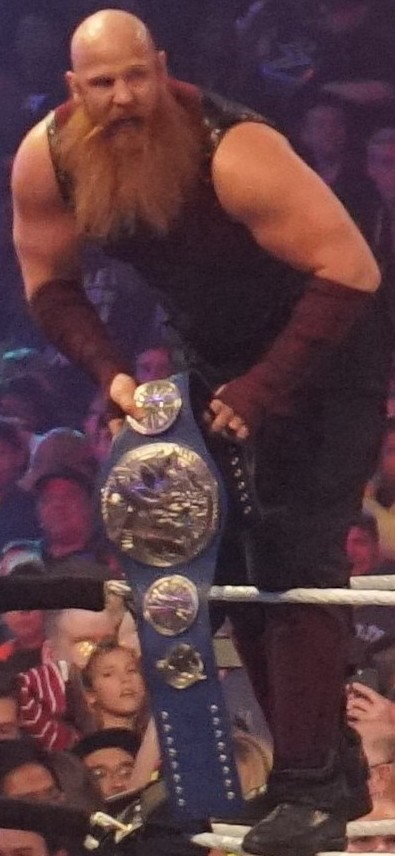
Rowan con lo SmackDown Tag Team Championship, titolo che ha detenuto due volte (una con Daniel Bryan e una con Harper)

  - IWR World Heavyweight Championship (1)
- Pro Wrestling Illustrated
  - 57º tra i 500 migliori wrestler singoli nella PWI 500 (2014)
- WWE
  - WWE SmackDown Tag Team Championship (2) – con Daniel Bryan (1) e Harper (1)
  - NXT Tag Team Championship (1) – con Luke Harper
  - Slammy Award (1)
    - Match of the Year (edizione 2014) Team Cena vs. Team Authority a Survivor Series
- Wrestling Observer Newsletter
  - Best Gimmick (2013) - The Wyatt Family

## Filmografia

### Cinema
- Ghost of Ozark, regia di Matt Glass e Jordan Wayne Long (2021)

### televisione
- Alt for Norge - Serie TV, 1 episodio (2010)
- Mayor of Kingstown - Serie TV, 2 episodi (2021)
- I Think You Should Leave with Tim Robinson Serie TV, 1 episodio (2023)